# آفرین‌نامه
آفرین نامه منظومه‌ای در قالب مثنوی و بحر متقارب است که توسط ابوشکور بلخی شاعر ایرانی قرن چهارم هجری سروده شده است. بلخی این مثنوی را تقدیم به نوح بن نصر بن احمد سامانی (حکومت ۳۳۱–۳۴۳ هـ. ق) کرده است. طبق گفته خود شاعر سال سرایش این شعر سال ۳۳۳ هجری قمری / ۹۴۵ میلادی بوده است. از این منظومه شکلی واحد و منسجم به دست نیامده است و از ابیات پراکنده‌ای که در تذکره‌ها، فرهنگ‌ها و جُنگ‌ها به صورت گواه و … دیده‌می‌شود، حدود سیصد و بیست بیت به دست می‌آید. از سه بیت از این ابیات آشکارا دریافته می‌شود که شاعر این شعر ابوشکور بلخی بوده است. به گفته عوفی در لباب الالباب، نظم آن در ۳۳۶ق / ۹۴۷م به پایان رسیده است.
از مضامینی که شاعر در این منظومه به‌آنها پرداخته است می‌توان از آداب سخن گفتن و پند آموختن، آموختن علم و هنر و اهمیت خرد و خردورزی نام برد.
همانندی وزن و سبك این منظومه با شاهنامه و نقل یا اقتباس نمونه‌هایی از آن در شاهنامه نشان می‌دهد كه فردوسی به آفرین‌نامۀ ابوشكور نظر داشته و از آن بهره گرفته است. از این رو ابوشكور را باید پس از رودكی از پیشروان داستان‌سرایی منظوم در زبان فارسی دانست. 

## منبع‌شناسی
هیچ نسخه واحدی از کتاب آفرین‌نامه به دست ما نرسیده است. نخستین بار در سال ۱۳۱۷، بدیع الزمان فروزانفر در کتاب تاریخ ادبیات ایران از سامانیان تا سلجوقیان شرح حال و اشعار ابوشکور را آورده است. وی شمار اشعار ابوشکور را ۱۵۰ بیت می‌داند. سپس دهخدا، در لغتنامه خود بخش اعظم اشعار او را با ترتیب الفبایی و توجه به نظم موضوعی گردآورده است. در سال ۱۳۳۴ دکتر دبیرسیاقی با استفاده از یادداشتهای دهخدا و سعید نفیسی و مجموعه ابیات دیگری که خود از اشعار ابوشکور در کتابهای دیگر یافته مجموعا ۴۳۸ بیت از اشعار او را در کتاب «گنج بازیافته» به چاپ می‌رساند.  

## مشخصات اثر
منظومه آفرین‌نامه تا آنجا كه از ابیات برجای ماندۀ آن می‌توان دریافت، متشكل از داستان یا داستانهایی است  كه احتمالاً اصل و منشأ ملی یا مذهبی داشته‌اند. وجود بیتهایی یكسره رزمی گواه آن می‌تواند باشد كه شاعر حماسه‌ای پهلوانی پرداخته بوده است.  
اگرچه عوفی در لباب الالباب اشاره می‌کند که سال پایان سرایش اثر ۳۳۶ هجری بوده است، ولی رضاقلی‌خان هدایت در مجمع الفصحا می‌نویسد که ابوشکور در سال ۳۳۶ شروع به نوشتن شعر کرده است.  
بنا بر آنچه علی اکبر دهخدا در لغتنامه نوشته است منظومه اصلی حدود دو سوم کتاب شاهنامه بوده است، دلیل آن هم تنوع و کثرت شواهد و امثالی است که در لغت نامه‌ها از آفرین‌نامه آورده‌ند. ولی جلال متینی در دانشنامه ایرانیکا این نظر دهخدا را بی‌پایه می‌داند ولی از روی همین شعرهای پراکنده به قدرت شعری و بلاغی ابوشکور صحه می‌گذارد.

از این منظومه جز ابیاتی پراکنده در کتابهایی چون لغت فرس اسدی، راحةالانسان یا پندنامۀ انوشیروان، قابوس‎نامه، ترجمان البلاغه، مرصادالعباد، لباب الالباب و تحفةالملوک برجای نمانده است.